# 菲利波·索菲奇
菲利波·索菲奇（義大利語：Filippo Soffici，1970年2月9日—），意大利男子赛艇运动员。他曾代表意大利参加1992年夏季奥林匹克运动会赛艇比赛，获得男子四人双桨铜牌。